# Паателайнен, Миксу
Ми́ка-Ма́тти Петте́ри Паатела́йнен (фин. Mika-Matti Petteri Paatelainen; 3 февраля 1967, Хельсинки, Финляндия), более известный как Ми́ксу Паатела́йнен (фин. Mixu Paatelainen) — финский футболист, тренер.
В бытность футболистом Миксу выступал на позиции нападающего за девять клубов из четырёх различных стран. Бо́льшую часть карьеры Паателайнен провёл в Шотландии, где защищал цвета «Данди Юнайтед», «Абердина», «Хиберниана», «Сент-Джонстона» и «Сент-Миррена». В 1994 году форвард перебрался в Англию, где подписал контракт с «Болтон Уондерерс», став первым игроком из Финляндии, выступавшим в местной Премьер-лиге. В период с 1986 по 2000 год Паателайнен представлял национальную сборную своей страны, провёл в её составе 70 матчей, забил 18 мячей.
По окончании в 2005 году карьеры футболиста Миксу стал тренером — его первым клубом стал шотландский «Кауденбит». Через год Паателайнен привёл «шахтёров» к победе в турнире Третьего дивизиона страны. В октябре 2006 года Миксу вернулся на родину, где принял под своё руководство команду ТПС. С «тепси» бывший форвард сборной Финляндии особых успехов не добился и уже через год вновь прибыл в Шотландию, возглавив свой бывший игровой клуб — «Хиберниан». На посту наставника эдинбургцев Паателайнен пробыл полтора года, после чего подал в отставку по собственному желанию. Без работы Миксу оставался чуть больше года — в июне 2010 года он стал главным тренером «Килмарнока». В конце марта следующего года финский специалист объявил, что покидает «килли» для того, чтобы встать у руля национальной сборной своей страны. 14 июня 2015 года Паателайнен был уволен с поста наставника «филинов».

## Карьера игрока

### Клубная карьера
Миксу родился 3 февраля 1967 года в столице Финляндии — городе Хельсинки в семье футболиста Матти Паателайнена.
Свою профессиональную карьеру Паателайнен-младший начал в 1985 году в клубе «Хака». В первом же сезоне Миксу стал в составе «бело-чёрных» обладателем Кубка Финляндии. За «Хаку» форвард выступал на протяжении трёх сезонов, проведя 48 матчей и забив 18 голов.
В октябре 1987 года Паателайнен перебрался в Шотландию, где подписал контракт с клубом «Данди Юнайтед». Трансфер молодого финна стоил «арабам» сто тысяч фунтов стерлингов. Миксу пришёлся ко двору в Данди, регулярно появляясь в основном составе «оранжево-чёрных». За четыре сезона, проведённых в «Юнайтед», Паателайнен принял участие в 133 играх чемпионата Шотландии, в которых 33 раза поражал ворота соперников. Дважды финн становился лучшим бомбардиром клуба по итогам сезона. В 1988 году Паателайнена выбрали «Игроком года в Финляндии».
В конце 1991 года Миксу пополнил состав другой команды Шотландии — «Абердина». «Донс» заплатили «Данди» за услуги нападающего 400 тысяч фунтов. В новой команде Паателайнен вновь смог продемонстрировать свои бомбардирские качества, забив за два с половиной года в стане «красных» 28 мячей.
Летом 1994 года финский форвард вновь сменил команду. Новым клубом Паателайнен стал английский «Болтон Уондерерс». Дебютный сезон в составе «белых» стал удачным для Миксу и его команды — «странники» заняли третье место Первого английского дивизиона и, тем самым, добились права через плей-офф разыграть путёвку в Премьер-лигу на следующий футбольный год. В полуфинале игр на вылет «Болтон» по итогам двух матчей одолел «Вулверхэмптон Уондерерс». Финальный поединок состоялся 29 мая 1995 года на стадионе «Уэмбли». Соперником «белых» был «Рединг». Матч закончился со счётом 4:3 в пользу «Уондерерс»; финский нападающий забил один гол в ворота «ройалс». Ранее, 2 апреля, Паателайнен принял участие в другой финальной встрече — «Уондерерс» добрались до решающего поединка Кубка Футбольной лиги, где им противостоял «Ливерпуль». К сожалению для «Болтона» два гола полузащитника «красных» Стива Макманамана принесли победу мерсисайдцам. На этот «дубль» «странники» смогли ответить лишь мячом в исполнении Алана Томпсона. Следующие два сезона получились для «Уондерерс» разными — по итогам футбольного года 1995/96 «белые» вылетели из Премьер-лиги, однако через год триумфально вернулись в высший английский дивизион, безоговорочно выиграв турнир Первой лиги страны. Вклад в этот успех Паателайнена был невелик — в своём последнем сезоне в «Болтоне» он потерял место в стартовом составе, забив всего два мяча за клуб в десяти матчах. По окончании футбольного года 1996/97 руководство «Уондерерс» выставило Миксу на трансфер.
Покупатель для финского нападающего нашёлся быстро — новым работодателем Паателайнена стал «Вулверхэмптон Уондерерс», заплативший «белым» за форварда 200 тысяч фунтов. За «волков» Миксу поиграл год — мячей в чемпионате не забил, однако отличился четырежды в матчах Кубка Англии, включая «дубль» в ворота «Дарлингтона» и мячам клубам «Чарльтон Атлетик» и «Уимблдон». Также на счету Паателайнена числится один гол за «волков» в поединке Кубка лиги против «Куинз Парк Рейнджерс».
После того, как контракт Миксу с «Вулверхэмптоном» истёк, он вернулся в Шотландию, став игроком столичного «Хиберниана». 22 октября 2000 года Паателайнен принял участие в памятном для всех болельщиков «хибс» матче — в тот день эдинбургцы разгромили своих извечных соперников из «Харт оф Мидлотиан» со счётом 6:2, а сам финский форвард стал автором трёх мячей в ворота «сердец». В 2001 году Миксу один сезон поиграл во французском «Страсбуре», после чего вновь присоединился к «Хиберниану».
Через два года финн был продан в клуб «Сент-Джонстон» по причине разногласий руководства эдинбургцев с игроком на почве обсуждения нового контракта футболиста. В стане «святых» Паателайнен получил свой первый тренерский опыт, подписав с клубом также контракт ассистента главного тренера. Ещё через год Миксу пополнил ряды других «святых» — из «Сент-Миррена». В клубе из Пейсли финн вновь параллельно исполнял функции действующего футболиста и помощника наставника команды. По окончании сезона 2004/05 Паатлеайнен объявил о завершении своей карьеры игрока.

### Сборная Финляндии
На ранних этапах своей карьеры Паатлайнен сыграл по восемь матчей за юношескую и молодёжную сборные своей страны.
Дебют Миксу в первой национальной команде состоялся 9 сентября 1986 года, когда «филины» в товарищеском поединке соперничали с командой ГДР. Первый мяч в составе сборной Финляндии форвард забил 12 января 1988 года, поразив ворота чехословаков. 14 декабря 1994 года в рамках отборочного турнира к чемпионату Европы 1996 «филины» разгромили своих оппонентов из Сан-Марино со счётом 4:1. Все четыре гола финской команды забил именно Миксу. Последним матчем Паателайнена в национальной команде стала товарищеская встреча со сборной Латвии, сыгранная 3 июня 2000 года. Через месяц после этого матча форвард заявил об окончании выступлений за первую команду страны.
Всего за тринадцать лет, проведённых в сборной Финляндии, Паателайнен провёл 70 встреч, в которых 18 раз поражал ворота соперников.

### Достижения в качестве футболиста

#### Командные достижения
«Хака»
- Обладатель Кубка Финляндии: 1985

 «Данди Юнайтед»
- Финалист Кубка Шотландии (2): 1987/88, 1990/91

 «Абердин»
- Финалист Кубка Шотландии (2): 1992/93, 1993/94
- Финалист Кубка шотландской лиги: 1992/93

 «Болтон Уондерерс»
- Победитель Первого дивизиона Футбольной лиги: 1996/97
- Финалист Кубка английской лиги: 1994/95

 «Хиберниан»
- Победитель Первого дивизиона шотландской Футбольной лиги: 1998/99
- Финалист Кубка Шотландии: 2000/01

#### Личные достижения
- Игрок месяца шотландской Премьер-лиги: октябрь 2000
- Футболист года в Финляндии: 1988

## Тренерская карьера

### «Кауденбит»
Первый тренерский опыт Паателайнен получил в своих последних «игровых» клубах — «Сент-Джонстоне» и «Сент-Миррене». В августе 2005 года Миксу был назначен на пост главного тренера «Кауденбита» — команды Третьего дивизиона Шотландии. Этот шаг руководства «шахтёров» оправдал себя сполна — клуб под руководством финского специалиста, демонстрируя отличную игру на протяжении всего сезона, стал первым в турнирной таблице четвёртой по значимости лиги страны и завоевал повышение в классе. Примечательно, что в ходе футбольного года Паателайнен подписал для «Кауденбита» двух своих младших братьев — Маркуса и Микко.

### ТПС
21 октября 2006 года Миксу покинул шотландский коллектив, вернувшись на родину, где возглавил клуб ТПС. С «тепси» особых успехов Паателайнен не добился — завоевав бронзовые медали чемпионата Финляндии, тренер привёл команду к квалификации в Кубке Интертото на следующий сезон. Однако руководство ТПС ждало более яркого выступления, поэтому Миксу был уволен со своего поста по окончании футбольного года.

### «Хиберниан»
В декабре 2007 года в отставку ушёл главный тренер шотландского «Хиберниана» Джон Коллинз. Британская пресса быстро «подыскала» замену ушедшему наставнику «хибс» — по её сообщениям «бело-зелёных» должен возглавить именно Паателайнен. Журналисты оказались правы — 10 января 2008 года пресс-служба эдинбургцев распространила официальное заявление, что у руля «Хиберниана» встал Мику. Паателайнен прокомментировал своё назначение так: 
Я очень рад вернуться в «Хиберниан». Первой своей задачей на новом посту я вижу установление в команде атмосферы семьи. Именно это поможет нам добиться успехов в будущем.
 Из первых десяти игр под руководством финского специалиста «Хиберниан» выиграл лишь одну. Но в концовке сезона 2007/08 Паателайнен смог немного выправить положение команды, и «хибс» окончили футбольный год на шестом месте шотландской Премьер-лиги.
В ходе сезона 2008/09 Миксу часто оказывался под огнём критики болельщиков «Хиберниана» из-за слабых результатов и невнятной игры эдинбургцев. Наибольшие нарекания вызывало использование Паателайненом тактики с тремя «чистыми» форвардами, что зачастую приводило к нехватке игроков при обороне собственных ворот. Вскоре уже сами футболисты «Хиберниана» начали через прессу жаловаться на своего наставника — к примеру, марокканский нападающий «бело-зелёных» Абдессалам Бенжеллун открыто раскритиковал финского специалиста, назвав игру команды «отличной впереди и скудной позади». Паателайнен не обратил никакого внимания на высказывания африканского нападающего, заметив лишь, что «игрок, вероятно, расстроен тем, что не был включён в состав сборной Марокко на очередные международные матчи». В начале 2009 года фанаты «хибс» открыто призвали руководство клуба отправить Миксу в отставку. В мае Миксу удостоился похвал от шотландской прессы за отличную игру «Хиберниана» в эдинбургском дерби, по итогам которого «бело-зелёные» оказались сильнее «Харт оф Мидлотиан» — 1:0. Но это оказалось лишь слабым утешением для всех причастных к столичной команде. «Хибс» заняли седьмое место в турнире чемпионата Шотландии. В конце мая 2009 года «Хиберниан» и Паателайнен по обоюдному соглашению расторгли соглашение о сотрудничестве.

### «Килмарнок»
Без работы Миксу оставался чуть более года, после чего 23 июня 2010 года возглавил клуб «Килмарнок». Под руководством финна «килли» заиграли ярко и результативно, за что удостоились всяческих похвал от футбольной общественности Шотландии. В ноябре того же года в прессе появились первые пересуды о скором назначении Паателайнена главным тренером национальной сборной Финляндии. По итогам декабря Миксу был признан «Тренером месяца шотландской Премьер-лиги». Весной 2011 года к Паателайнену обратились представители английского «Сканторп Юнайтед» с предложением поста наставника «айрон». Руководство «Килмарнока» сразу же после этого попыталось продлить контракт с финским специалистом на длительный срок. Паателайнен отверг предложение «Сканторпа», но вскоре сообщил, что решил покинуть клуб из Ист-Эршира для того, чтобы возглавить сборную Финляндии. По итогам сезона 2010/11 журналисты Шотландии назвали Миксу «Тренером года».

### Сборная Финляндии
После неудачного старта финнов в отборочной кампании к чемпионату Европы 2012 с поста главного тренера «филинов» был уволен шотландский специалист Стюарт Бакстер. 31 марта 2011 года Паателайнен принял под своё руководство национальную команду своей родной страны. 3 июня состоялся первый матч финнов под началом Миксу — первый «блин» не вышел «комом»: «филины» оказались сильней команды Сан-Марино, победив со счётом 1:0. Во второй же игре последовало сокрушительное поражение от сборной Швеции — 0:5. Оба поединка были сыграны в рамках отборочного турнира к европейскому первенству 2012 года.
Контракт Паателайнена с Футбольной ассоциацией Финляндии был заключен до 2016 года и включал два квалификационных цикла — к чемпионату мира 2014 и Евро-2016. Финны не пробились в финальную часть первенства Европы 2012, поэтому перед Миксу Ассоциацией была поставлена локальная задача — наладить игру национальной команды и омолодить нынешний состав «филинов». 14 июня 2015 года Футбольная ассоциация Финляндии досрочно расторгла рабочий контракт с Паателайненом.

### Сборная Латвии
11 мая 2018 года Паателайнен возглавил сборную Латвии.

### Достижения в качестве тренера

#### Командные достижения
«Кауденбит»
- Победитель Третьего дивизиона шотландской Футбольной лиги: 2005/06

#### Личные достижения
- Тренер месяца шотландской Премьер-лиги (3): февраль 2008, март 2009, декабрь 2010
- Тренер года по версии Шотландской ассоциации футбольных журналистов: 2011

## Паателайнен в массовой культуре
Во время выступлений Миксу в «Болтон Уондерерс» он удостоился упоминания в одной из серий популярного британского ситкома «Ночи Феникса» (англ. Phoenix Nights).

## Личная жизнь
Миксу родился в футбольной семье — его отец Матти в период с 1970 по 1977 год также выступал за сборную Финляндии. Провёл в её составе 47 матчей. Младшие братья Паателайнена, Маркус и Микко, также стали профессиональными футболистами. Ныне оба являются игроками финского «Мариехамна».

## Клубная статистика
| Клуб                               | Сезон                              | Чемпионат | Чемпионат | Кубок | Кубок | Кубок Лиги | Кубок Лиги | Еврокубки | Еврокубки | Итого | Итого |
| Клуб                               | Сезон                              | Игры      | Голы      | Игры  | Голы  | Игры       | Голы       | Игры      | Голы      | Игры  | Голы  |
| ---------------------------------- | ---------------------------------- | --------- | --------- | ----- | ----- | ---------- | ---------- | --------- | --------- | ----- | ----- |
| Хака                               | 1985                               | 11        | 5         | —     | —     | —          | —          | —         | —         | 11    | 5     |
| Хака                               | 1986                               | 19        | 6         | —     | —     | —          | —          | —         | —         | 19    | 6     |
| Хака                               | 1987                               | 18        | 7         | —     | —     | —          | —          | —         | —         | 18    | 8     |
| Всего за «Хака»                    | Всего за «Хака»                    | 48        | 18        | 0     | 0     | 0          | 0          | 0         | 0         | 48    | 18    |
| Данди Юнайтед                      | 1987/88                            | 19        | 9         | 6     | 2     | —          | —          | —         | —         | 25    | 11    |
| Данди Юнайтед                      | 1988/89                            | 33        | 10        | 6     | 4     | 3          | 3          | 3         | 0         | 45    | 17    |
| Данди Юнайтед                      | 1989/90                            | 31        | 7         | 2     | 1     | 2          | 0          | 3         | 1         | 38    | 9     |
| Данди Юнайтед                      | 1990/91                            | 20        | 1         | 1     | 0     | 2          | 0          | 3         | 0         | 26    | 1     |
| Данди Юнайтед                      | 1991/92                            | 30        | 6         | 6     | 1     | 2          | 2          | —         | —         | 38    | 9     |
| Всего за «Данди Юнайтед»           | Всего за «Данди Юнайтед»           | 133       | 33        | 21    | 8     | 9          | 5          | 9         | 1         | 172   | 47    |
| Абердин                            | 1991/92                            | 6         | 1         | —     | —     | 2          | 0          | —         | —         | 8     | 1     |
| Абердин                            | 1992/93                            | 33        | 16        | 6     | 1     | 2          | 3          | —         | —         | 41    | 20    |
| Абердин                            | 1993/94                            | 36        | 6         | 3     | 0     | 2          | 0          | 3         | 1         | 44    | 7     |
| Всего за «Абердин»                 | Всего за «Абердин»                 | 75        | 23        | 9     | 1     | 6          | 3          | 3         | 1         | 93    | 28    |
| Болтон Уондерерс                   | 1994/95                            | 44        | 12        | 1     | 0     | 8          | 2          | —         | —         | 53    | 14    |
| Болтон Уондерерс                   | 1995/96                            | 15        | 1         | 1     | 0     | 1          | 0          | —         | —         | 17    | 1     |
| Болтон Уондерерс                   | 1996/97                            | 10        | 2         | —     | —     | —          | —          | —         | —         | 10    | 2     |
| Всего за «Болтон Уондерерс»        | Всего за «Болтон Уондерерс»        | 69        | 15        | 2     | 0     | 9          | 2          | 0         | 0         | 80    | 17    |
| Вулверхэмптон Уондерерс            | 1997/98                            | 23        | 0         | 5     | 4     | 5          | 1          | —         | —         | 33    | 5     |
| Всего за «Вулверхэмптон Уондерерс» | Всего за «Вулверхэмптон Уондерерс» | 23        | 0         | 5     | 4     | 5          | 1          | 0         | 0         | 33    | 5     |
| Хиберниан                          | 1998/99                            | 26        | 12        | 2     | 0     | —          | —          | —         | —         | 28    | 12    |
| Хиберниан                          | 1999/00                            | 31        | 9         | 4     | 1     | —          | —          | —         | —         | 35    | 10    |
| Хиберниан                          | 2000/01                            | 36        | 11        | 5     | 1     | 2          | 0          | —         | —         | 43    | 12    |
| Хиберниан                          | 2002/03                            | 24        | 7         | 3     | 0     | 2          | 0          | —         | —         | 29    | 7     |
| Всего за «Хиберниан»               | Всего за «Хиберниан»               | 117       | 39        | 14    | 2     | 4          | 0          | 0         | 0         | 135   | 41    |
| Страсбур                           | 2001/02                            | 7         | 0         | —     | —     | —          | —          | 1         | 0         | 8     | 0     |
| Всего за «Страсбур»                | Всего за «Страсбур»                | 7         | 0         | 0     | 0     | 0          | 0          | 1         | 0         | 8     | 0     |
| Сент-Джонстон                      | 2003/04                            | 32        | 11        | 1     | 0     | 3          | 2          | —         | —         | 36    | 13    |
| Всего за «Сент-Джонстон»           | Всего за «Сент-Джонстон»           | 32        | 11        | 1     | 0     | 3          | 2          | 0         | 0         | 36    | 13    |
| Сент-Миррен                        | 2004/05                            | 16        | 4         | —     | —     | 1          | 1          | —         | —         | 17    | 5     |
| Всего за «Сент-Миррен»             | Всего за «Сент-Миррен»             | 16        | 4         | 0     | 0     | 1          | 1          | 0         | 0         | 17    | 5     |
| Всего за карьеру                   | Всего за карьеру                   | 520       | 143       | 52    | 15    | 37         | 14         | 13        | 2         | 622   | 174   |

## Матчи и голы за сборную Финляндии
| №  | Дата             | Место                                                             | Оппонент          | Счёт | Голы Паателайнена | Соревнование                                      |
| 1  | 9 сентября 1986  | Лаппеэнранта, Финляндия                                           | ГДР               | 1:0  | —                 | Товарищеский матч                                 |
| 2  | 14 октября 1986  | Тампере, Финляндия                                                | Бельгия           | 0:2  | —                 | Отборочный матч Олимпийских игр 1988              |
| 3  | 12 мая 1987      | «Порин», Пори, Финляндия                                          | Австрия           | 2:1  | —                 | Отборочный матч Олимпийских игр 1988              |
| 4  | 10 июня 1987     | «Ээнекоскин», Ээнекоски, Финляндия                                | Чехословакия      | 0:2  | —                 | Отборочный матч Олимпийских игр 1988              |
| 5  | 2 сентября 1987  | Городской стадион, Баня-Лука, Югославия                           | Югославия         | 0:5  | —                 | Отборочный матч Олимпийских игр 1988              |
| 6  | 12 января 1988   | Муниципальный стадион, Маспаломас, Испания                        | Чехословакия      | 2:0  | 1                 | Товарищеский матч                                 |
| 7  | 19 мая 1988      | Олимпийский стадион, Хельсинки, Финляндия                         | Колумбия          | 1:3  | —                 | Товарищеский матч                                 |
| 8  | 31 мая 1988      | Вольфсберг, Австрия                                               | Австрия           | 2:0  | —                 | Отборочный матч Олимпийских игр 1988              |
| 9  | 4 августа 1988   | «Хиталахти», Вааса, Финляндия                                     | Болгария          | 1:1  | —                 | Товарищеский матч                                 |
| 10 | 17 августа 1988  | «Купиттаа», Турку, Финляндия                                      | СССР              | 0:0  | —                 | Товарищеский матч                                 |
| 11 | 31 августа 1988  | Олимпийский стадион, Хельсинки, Финляндия                         | ФРГ               | 0:4  | —                 | Отборочный матч чемпионата мира по футболу 1990   |
| 12 | 19 октября 1988  | «Ветч Филд», Суонси, Уэльс                                        | Уэльс             | 2:2  | 1                 | Отборочный матч чемпионата мира по футболу 1990   |
| 13 | 11 января 1989   | «Эль-Махалла», Эль-Махалла-эль-Кубра, Египет                      | Египет            | 1:2  | 1                 | Товарищеский матч                                 |
| 14 | 31 мая 1989      | Олимпийский стадион, Хельсинки, Финляндия                         | Нидерланды        | 0:1  | —                 | Отборочный матч чемпионата мира по футболу 1990   |
| 15 | 6 сентября 1989  | Олимпийский стадион, Хельсинки, Финляндия                         | Уэльс             | 1:0  | —                 | Отборочный матч чемпионата мира по футболу 1990   |
| 16 | 4 октября 1989   | «Вестфаленштадион», Дортмунд, ФРГ                                 | ФРГ               | 1:6  | —                 | Отборочный матч чемпионата мира по футболу 1990   |
| 17 | 15 ноября 1989   | «Фейеноорд», Роттердам, Нидерланды                                | Нидерланды        | 0:3  | —                 | Отборочный матч чемпионата мира по футболу 1990   |
| 18 | 16 мая 1990      | «Лэнсдаун Роуд», Дублин, Ирландия                                 | Ирландия          | 1:1  | —                 | Товарищеский матч                                 |
| 19 | 27 мая 1990      | «Росунда», Стокгольм, Швеция                                      | Швеция            | 0:6  | —                 | Товарищеский матч                                 |
| 20 | 29 августа 1990  | «Куусанкоски», Куусанкоски, Финляндия                             | Чехословакия      | 1:1  | —                 | Товарищеский матч                                 |
| 21 | 12 сентября 1990 | Олимпийский стадион, Хельсинки, Финляндия                         | Португалия        | 0:0  | —                 | Отборочный матч чемпионата Европы по футболу 1992 |
| 22 | 11 ноября 1990   | Тунис, Тунис                                                      | Тунис             | 2:1  | 1                 | Товарищеский матч                                 |
| 23 | 25 ноября 1990   | Национальный стадион, Та’Кали, Мальта                             | Мальта            | 1:1  | —                 | Отборочный матч чемпионата Европы по футболу 1992 |
| 24 | 13 марта 1991    | Стадион Войска Польского, Варшава, Польша                         | Польша            | 1:1  | 1                 | Товарищеский матч                                 |
| 25 | 17 апреля 1991   | «Фейеноорд», Роттердам, Нидерланды                                | Нидерланды        | 0:2  | —                 | Отборочный матч чемпионата Европы по футболу 1992 |
| 26 | 16 мая 1991      | Олимпийский стадион, Хельсинки, Финляндия                         | Мальта            | 2:0  | —                 | Отборочный матч чемпионата Европы по футболу 1992 |
| 27 | 5 июня 1991      | Олимпийский стадион, Хельсинки, Финляндия                         | Нидерланды        | 1:1  | —                 | Отборочный матч чемпионата Европы по футболу 1992 |
| 28 | 11 сентября 1991 | «Эстадио дас Антас», Порту, Португалия                            | Португалия        | 0:1  | —                 | Отборочный матч чемпионата Европы по футболу 1992 |
| 29 | 9 октября 1991   | Олимпийский стадион, Хельсинки, Финляндия                         | Греция            | 1:1  | —                 | Отборочный матч чемпионата Европы по футболу 1992 |
| 30 | 30 октября 1991  | Олимпийский стадион, Афины, Греция                                | Греция            | 0:2  | —                 | Отборочный матч чемпионата Европы по футболу 1992 |
| 31 | 25 марта 1992    | «Хэмпден Парк», Глазго, Шотландия                                 | Шотландия         | 1:1  | —                 | Товарищеский матч                                 |
| 32 | 26 августа 1992  | «Якобстад Центраплан», Якобстад, Финляндия                        | Польша            | 0:0  | —                 | Товарищеский матч                                 |
| 33 | 9 сентября 1992  | Олимпийский стадион, Хельсинки, Финляндия                         | Швеция            | 0:1  | —                 | Отборочный матч чемпионата мира по футболу 1994   |
| 34 | 14 ноября 1992   | «Парк де Пренс», Париж, Франция                                   | Франция           | 1:2  | —                 | Отборочный матч чемпионата мира по футболу 1994   |
| 35 | 13 апреля 1993   | «Радомяк», Радом, Польша                                          | Польша            | 1:2  | —                 | Товарищеский матч                                 |
| 36 | 28 апреля 1993   | «Васил Левски», София, Болгария                                   | Болгария          | 0:2  | —                 | Отборочный матч чемпионата мира по футболу 1994   |
| 37 | 13 мая 1993      | «Купиттаа», Турку, Финляндия                                      | Австрия           | 3:1  | 1                 | Отборочный матч чемпионата мира по футболу 1994   |
| 38 | 16 июня 1993     | «Лахден», Лахти, Финляндия                                        | Израиль           | 0:0  | —                 | Отборочный матч чемпионата мира по футболу 1994   |
| 39 | 25 августа 1993  | «Эрнст Хаппель», Вена, Австрия                                    | Австрия           | 0:3  | —                 | Отборочный матч чемпионата мира по футболу 1994   |
| 40 | 8 сентября 1993  | «Ратина», Тампере, Финляндия                                      | Франция           | 0:2  | —                 | Отборочный матч чемпионата мира по футболу 1994   |
| 41 | 17 августа 1994  | «Паркен», Копенгаген, Дания                                       | Дания             | 1:2  | —                 | Товарищеский матч                                 |
| 42 | 7 сентября 1994  | Олимпийский стадион, Хельсинки, Финляндия                         | Шотландия         | 0:2  | —                 | Отборочный матч чемпионата Европы по футболу 1996 |
| 43 | 12 октября 1994  | «Кафтанзоглио», Салоники, Греция                                  | Греция            | 0:4  | —                 | Отборочный матч чемпионата Европы по футболу 1996 |
| 44 | 16 ноября 1994   | Олимпийский стадион, Хельсинки, Финляндия                         | Фарерские острова | 5:0  | 2                 | Отборочный матч чемпионата Европы по футболу 1996 |
| 45 | 14 декабря 1994  | Олимпийский стадион, Хельсинки, Финляндия                         | Сан-Марино        | 4:1  | 4                 | Отборочный матч чемпионата Европы по футболу 1996 |
| 46 | 26 апреля 1995   | «Свангаскард», Тофтир, Фарерские острова                          | Фарерские острова | 4:0  | 1                 | Отборочный матч чемпионата Европы по футболу 1996 |
| 47 | 31 мая 1995      | Олимпийский стадион, Хельсинки, Финляндия                         | Дания             | 0:1  | —                 | Товарищеский матч                                 |
| 48 | 11 июня 1995     | Олимпийский стадион, Хельсинки, Финляндия                         | Греция            | 2:1  | —                 | Отборочный матч чемпионата Европы по футболу 1996 |
| 49 | 16 августа 1995  | Олимпийский стадион, Хельсинки, Финляндия                         | Россия            | 0:6  | —                 | Отборочный матч чемпионата Европы по футболу 1996 |
| 50 | 2 апреля 1997    | Республиканский стадион имени Тофика Бахрамова, Баку, Азербайджан | Азербайджан       | 2:1  | 1                 | Отборочный матч чемпионата мира по футболу 1998   |
| 51 | 20 августа 1997  | Олимпийский стадион, Хельсинки, Финляндия                         | Норвегия          | 0:4  | —                 | Отборочный матч чемпионата мира по футболу 1998   |
| 52 | 6 сентября 1997  | «Стад Олимпик де ла Понте», Лозанна, Швейцария                    | Швейцария         | 2:1  | —                 | Отборочный матч чемпионата мира по футболу 1998   |
| 53 | 11 октября 1997  | Олимпийский стадион, Хельсинки, Финляндия                         | Венгрия           | 1:1  | —                 | Отборочный матч чемпионата мира по футболу 1998   |
| 54 | 25 марта 1998    | Национальный стадион, Та’Кали, Мальта                             | Мальта            | 2:0  | —                 | Товарищеский матч                                 |
| 55 | 22 апреля 1998   | «Истер Роуд», Эдинбург, Шотландия                                 | Шотландия         | 1:1  | —                 | Товарищеский матч                                 |
| 56 | 27 мая 1998      | Олимпийский стадион, Хельсинки, Финляндия                         | Германия          | 0:0  | —                 | Товарищеский матч                                 |
| 57 | 5 июня 1998      | Олимпийский стадион, Хельсинки, Финляндия                         | Франция           | 0:1  | —                 | Товарищеский матч                                 |
| 58 | 19 августа 1998  | «Локомотив», Кошице, Словакия                                     | Словакия          | 0:0  | —                 | Товарищеский матч                                 |
| 59 | 5 сентября 1998  | Олимпийский стадион, Хельсинки, Финляндия                         | Молдавия          | 3:2  | 1                 | Отборочный матч чемпионата Европы по футболу 2000 |
| 60 | 10 октября 1998  | «Уиндзор Парк», Белфаст, Северная Ирландия                        | Северная Ирландия | 0:1  | —                 | Отборочный матч чемпионата Европы по футболу 2000 |
| 61 | 14 октября 1998  | «Али Сами Ен», Стамбул, Турция                                    | Турция            | 3:1  | 1                 | Отборочный матч чемпионата Европы по футболу 2000 |
| 62 | 31 марта 1999    | «Франкенштадион», Нюрнберг, Германия                              | Германия          | 0:2  | —                 | Отборочный матч чемпионата Европы по футболу 2000 |
| 63 | 28 апреля 1999   | «ЖСД Любляна», Любляна, Словения                                  | Словения          | 1:1  | 1                 | Товарищеский матч                                 |
| 64 | 5 июня 1999      | Олимпийский стадион, Хельсинки, Финляндия                         | Турция            | 2:4  | 1                 | Отборочный матч чемпионата Европы по футболу 2000 |
| 65 | 9 июня 1999      | Республиканский стадион, Кишинёв, Молдавия                        | Молдавия          | 0:0  | —                 | Отборочный матч чемпионата Европы по футболу 2000 |
| 66 | 18 августа 1999  | «Ян Брейдел», Брюгге, Бельгия                                     | Бельгия           | 4:3  | —                 | Товарищеский матч                                 |
| 67 | 9 октября 1999   | Олимпийский стадион, Хельсинки, Финляндия                         | Северная Ирландия | 1:4  | —                 | Отборочный матч чемпионата Европы по футболу 2000 |
| 68 | 29 марта 2000    | «Миллениум», Кардифф, Уэльс                                       | Уэльс             | 2:1  | —                 | Товарищеский матч                                 |
| 69 | 26 апреля 2000   | Городской стадион, Познань, Польша                                | Польша            | 0:0  | —                 | Товарищеский матч                                 |
| 70 | 3 июня 2000      | «Даугава», Рига, Латвия                                           | Латвия            | 0:1  | —                 | Товарищеский матч                                 |

Итого: 70 матчей / 18 голов; 19 побед, 20 ничьих, 31 поражение.

#### Сводная статистика игр и голов за сборную
| Сборная          | Год              | Отборочные матчи ЧМ | Отборочные матчи ЧМ | Финальные матчи ЧМ | Финальные матчи ЧМ | Отборочные матчи ЧЕ | Отборочные матчи ЧЕ | Финальные матчи ЧЕ | Финальные матчи ЧЕ | Отборочные матчи ОИ | Отборочные матчи ОИ | Товарищеские матчи | Товарищеские матчи | Итого | Итого |
| Сборная          | Год              | Игры                | Голы                | Игры               | Голы               | Игры                | Голы                | Игры               | Голы               | Игры                | Голы                | Игры               | Голы               | Игры  | Голы  |
| ---------------- | ---------------- | ------------------- | ------------------- | ------------------ | ------------------ | ------------------- | ------------------- | ------------------ | ------------------ | ------------------- | ------------------- | ------------------ | ------------------ | ----- | ----- |
| Финляндия        | 1986             | —                   | —                   | —                  | —                  | —                   | —                   | —                  | —                  | 1                   | 0                   | 1                  | 0                  | 2     | 0     |
| Финляндия        | 1987             | —                   | —                   | —                  | —                  | —                   | —                   | —                  | —                  | 3                   | 0                   | —                  | —                  | 3     | 0     |
| Финляндия        | 1988             | 2                   | 1                   | —                  | —                  | —                   | —                   | —                  | —                  | 1                   | 0                   | 4                  | 1                  | 7     | 2     |
| Финляндия        | 1989             | 4                   | 0                   | —                  | —                  | —                   | —                   | —                  | —                  | —                   | —                   | 1                  | 1                  | 5     | 1     |
| Финляндия        | 1990             | —                   | —                   | —                  | —                  | 2                   | 0                   | —                  | —                  | —                   | —                   | 4                  | 1                  | 6     | 1     |
| Финляндия        | 1991             | —                   | —                   | —                  | —                  | 6                   | 0                   | —                  | —                  | —                   | —                   | 1                  | 1                  | 7     | 1     |
| Финляндия        | 1992             | 2                   | 0                   | —                  | —                  | —                   | —                   | —                  | —                  | —                   | —                   | 2                  | 0                  | 4     | 0     |
| Финляндия        | 1993             | 5                   | 1                   | —                  | —                  | —                   | —                   | —                  | —                  | —                   | —                   | 1                  | 0                  | 6     | 1     |
| Финляндия        | 1994             | —                   | —                   | —                  | —                  | 4                   | 6                   | —                  | —                  | —                   | —                   | 1                  | 0                  | 5     | 6     |
| Финляндия        | 1995             | —                   | —                   | —                  | —                  | 3                   | 1                   | —                  | —                  | —                   | —                   | 1                  | 0                  | 4     | 1     |
| Финляндия        | 1997             | 4                   | 1                   | —                  | —                  | —                   | —                   | —                  | —                  | —                   | —                   | —                  | —                  | 4     | 1     |
| Финляндия        | 1998             | —                   | —                   | —                  | —                  | 3                   | 2                   | —                  | —                  | —                   | —                   | 5                  | 0                  | 8     | 2     |
| Финляндия        | 1999             | —                   | —                   | —                  | —                  | 4                   | 1                   | —                  | —                  | —                   | —                   | 2                  | 1                  | 6     | 2     |
| Финляндия        | 2000             | —                   | —                   | —                  | —                  | —                   | —                   | —                  | —                  | —                   | —                   | 3                  | 0                  | 3     | 0     |
| Всего за карьеру | Всего за карьеру | 17                  | 3                   | 0                  | 0                  | 22                  | 10                  | 0                  | 0                  | 5                   | 0                   | 26                 | 5                  | 70    | 18    |

## Тренерская статистика
| Кауденбит     | Шотландия | август 2005     | 21 октября 2006 | 51  | 29  | 7  | 15  | 56,86 |
| ТПС           | Финляндия | октябрь 2006    | 2007            | 34  | 15  | 5  | 14  | 44,12 |
| Хиберниан     | Шотландия | 10 января 2008  | 24 мая 2009     | 62  | 19  | 18 | 25  | 30,64 |
| Килмарнок     | Шотландия | 23 июня 2010    | 31 марта 2011   | 34  | 15  | 6  | 13  | 44,12 |
| Финляндия     | Финляндия | 31 марта 2011   | 14 июня 2015    | 44  | 17  | 11 | 16  | 38,64 |
| Данди Юнайтед | Шотландия | 14 октября 2015 | 4 мая 2016      | 30  | 8   | 5  | 17  | 26,27 |
| Итого         | Итого     | Итого           | Итого           | 255 | 103 | 52 | 100 | 40,39 |

И — игры, В — выигрыши, Н — ничьи, П — поражения, % побед — процент побед 
(данные откорректированы по состоянию на 4 мая 2016)